# مطار بالي قصر
مطار بالق أسير (بالتركية: Balıkesir Merkez Havalimanı)‏ هو مطار عسكري في مدينة بالق أسير، تركيا.